# André Dupuy
André Pierre Louis Dupuy (Soustons, 13 februari 1940) is een Frans geestelijke en aartsbisschop van de Rooms-Katholieke Kerk.
Dupuy werd op 8 juli 1972 priester gewijd. Hij behaalde aan de Pauselijke Ecclesiastische Academie, de diplomatenopleiding van de Heilige Stoel een graad in de theologie. Aan de Pauselijke Universiteit Gregoriana promoveerde hij vervolgens in de geschiedwetenschappen en het canoniek recht. Hij werkte vervolgens op de nuntiaturen in achtereenvolgens Venezuela, Tanzania, Nederland, Libanon, Iran, Ierland en bij de permanente vertegenwoordiging van de Heilige Stoel bij de Verenigde Naties. 
Paus Johannes Paulus II benoemde hem in 1993 tot titulair aartsbisschop van Selsea en tot apostolisch nuntius van Ghana, Togo en Benin. In 2000 werd hij nuntius in Venezuela. Hier kwam hij meer dan eens in conflict met de Venezolaanse president Hugo Chávez. In 2005 werd Dupuy nuntius bij de Europese Unie in Brussel. Een jaar later werd hij daarnaast de eerste nuntius in het Vorstendom Monaco. In die hoedanigheid concelebreerde hij in de mis bij het huwelijk van prins Albert II met Charlene Wittstock.
Op 14 december 2011 werd Dupuy benoemd tot nuntius in Nederland. Hij volgde als zodanig François Bacqué op, die met emeritaat ging.
Ofschoon Dupuy werkzaam is in Nederland, en frequent de vergaderingen van de Nederlandse Bisschoppenconferentie bijwoont, is hij geen lid van de Nederlandse Bisschoppenconferentie. Nuntii vallen immers direct onder het Vaticaan.
Dupuy bood op 8 februari 2012 zijn geloofsbrieven aan aan koningin Beatrix.
Dupuy ging op 21 maart 2015 met emeritaat.
- Bibliothèque nationale de France: cb12150114m (data)
- International Standard Name Identifier: 0000 0001 2146 2536
- Library of Congress Control Number: n2020064995
- Système universitaire de documentation: 029993172
- Virtual International Authority File: 104196698